# 1987년 뉴질랜드 총선
1987년 뉴질랜드 총선은 뉴질랜드 대의원의 의원 97석을 선출하기 위해 1987년 8월 15일 실시되었다. 선거 결과 노동당이 57석을 얻어 40석을 얻은 국민당을 꺾고 정권 재창출에 성공하였다.

## 선거 결과
| 정당            | 득표수  | 득표율 | 의석 |
| --------------- | ------- | ------ | ---- |
| 뉴질랜드 노동당 | 878,448 | 47.96  | 57   |
| 뉴질랜드 국민당 | 806,305 | 44.02  | 40   |
| 뉴질랜드 민주당 | 105,095 | 5.74   | -    |
| 마나 모투하케   | 9,789   | 0.53   | -    |
| 뉴질랜드당      | 5,306   | 0.29   | -    |